# Copa Asiática 1984
La VIII Copa Asiática de fútbol se realizó entre el 1 y el 16 de diciembre de 1984 en Singapur. El torneo fue organizado por la Confederación Asiática de Fútbol. El campeón fue el seleccionado de Arabia Saudita, que obtuvo su primer título tras derrotar a China en la final por 2-0.

## Equipos participantes
Para el proceso clasificatorio, véase Clasificación para la Copa Asiática 1984
El proceso clasificatorio se realizó entre el 6 de agosto y el 28 de octubre de 1984. Las selecciones de Singapur y Kuwait clasificaron automáticamente, en su calidad de organizador y campeón vigente, respectivamente. En cursiva, los debutantes en la Copa Asiática.
| Equipos participantes | Equipos participantes | Equipos participantes  | Equipos participantes | Equipos participantes |
| --------------------- | --------------------- | ---------------------- | --------------------- | --------------------- |
| Arabia Saudita        | China                 | Emiratos Árabes Unidos | Irán                  | Singapur              |
| Catar                 | Corea del Sur         | India                  | Kuwait                | Siria                 |

## Sede
| Singapur                     |
| Estadio Nacional             |
| Capacidad: 55.000            |
| Estadio Nacional de Singapur |

## Resultados

### Primera fase

#### Grupo A
| Equipo         | Pts | PJ | PG | PE | PP | GF | GC | Dif |
| -------------- | --- | -- | -- | -- | -- | -- | -- | --- |
| Arabia Saudita | 6   | 4  | 2  | 2  | 0  | 4  | 2  | +2  |
| Kuwait         | 5   | 4  | 2  | 1  | 1  | 4  | 2  | +2  |
| Catar          | 4   | 4  | 1  | 2  | 1  | 3  | 3  | 0   |
| Siria          | 3   | 4  | 1  | 1  | 2  | 3  | 5  | -2  |
| Corea del Sur  | 2   | 4  | 0  | 2  | 2  | 1  | 3  | -2  |

| 1 de diciembre de 1984 Singapur | Catar      | 1:1 (1:0) | Siria     | Estadio Nacional, Singapur                                                  |                                                                             |
|                                 | Khalfan 6' |           | 46' Amber | Asistencia: 8.000 espectadores · Árbitro(s): Antonio Márquez Ramírez México | Asistencia: 8.000 espectadores · Árbitro(s): Antonio Márquez Ramírez México |

| 2 de diciembre de 1984 Singapur | Corea del Sur  | 1:1 (0:0) | Arabia Saudita | Estadio Nacional, Singapur                                        |                                                                   |
|                                 | Lee Tae-Ho 51' |           | 90' Abdullah   | Asistencia: 20.000 espectadores Árbitro(s): George Joseph Malasia | Asistencia: 20.000 espectadores Árbitro(s): George Joseph Malasia |

| 3 de diciembre de 1984 Singapur | Kuwait         | 1:0 (0:0) | Catar | Estadio Nacional, Singapur                                                 |                                                                            |
|                                 | Al-Rumaihi 50' |           |       | Asistencia: 19.000 espectadores · Árbitro(s): Augusto Lamo Castillo España | Asistencia: 19.000 espectadores · Árbitro(s): Augusto Lamo Castillo España |

| 4 de diciembre de 1984 Singapur | Siria | 0:1 (0:0) | Arabia Saudita | Estadio Nacional, Singapur                                     |                                                                |
|                                 |       |           | 71' Khalifa    | Asistencia: 2.000 espectadores Árbitro(s): Shizuo Takada Japón | Asistencia: 2.000 espectadores Árbitro(s): Shizuo Takada Japón |

| 5 de diciembre de 1984 Singapur | Kuwait | 0:0 (0:0) | Corea del Sur | Estadio Nacional, Singapur                                            |  |
|                                 |        |           |               | Asistencia: 20.000 espectadores Árbitro(s): Cheung Kwok Kui Hong Kong |  |

| 7 de diciembre de 1984 Singapur | Corea del Sur | 0:1 (0:1) | Siria      | Estadio Nacional, Singapur                                             |                                                                        |
|                                 |               |           | 13' Hassan | Asistencia: 10.000 espectadores Árbitro(s): George Courtney Inglaterra | Asistencia: 10.000 espectadores Árbitro(s): George Courtney Inglaterra |

| 8 de diciembre de 1984 Singapur | Arabia Saudita | 1:1 (0:0) | Catar     | Estadio Nacional, Singapur                                                   |                                                                              |
|                                 | Al-Jawad 61'   |           | 46' Zaeid | Asistencia: 15.000 espectadores · Árbitro(s): Antonio Márquez Ramírez México | Asistencia: 15.000 espectadores · Árbitro(s): Antonio Márquez Ramírez México |

| 9 de diciembre de 1984 Singapur | Siria     | 1:3 (1:0) | Kuwait                                        | Estadio Nacional, Singapur                                           |                                                                      |
|                                 | Al-Sel 6' |           | 71' Mahrous · 78' Al-Dakhil · 83' Al-Buloushi | Asistencia: 8.000 espectadores Árbitro(s): Cheung Kwok Kui Hong Kong | Asistencia: 8.000 espectadores Árbitro(s): Cheung Kwok Kui Hong Kong |

| 10 de diciembre de 1984 Singapur | Catar      | 1:0 (0:0) | Corea del Sur | Estadio Nacional, Singapur                                                |                                                                           |
|                                  | Salman 69' |           |               | Asistencia: 2.000 espectadores · Árbitro(s): Augusto Lamo Castillo España | Asistencia: 2.000 espectadores · Árbitro(s): Augusto Lamo Castillo España |

| 11 de diciembre de 1984 Singapur | Arabia Saudita | 1:0 (0:0) | Kuwait | Estadio Nacional, Singapur                                      |                                                                 |
|                                  | Al-Jamaan 90'  |           |        | Asistencia: 5.000 espectadores Árbitro(s): Toshikazu Sano Japón | Asistencia: 5.000 espectadores Árbitro(s): Toshikazu Sano Japón |

#### Grupo B
| Equipo                 | Pts | PJ | PG | PE | PP | GF | GC | Dif |
| ---------------------- | --- | -- | -- | -- | -- | -- | -- | --- |
| China                  | 6   | 4  | 3  | 0  | 1  | 10 | 2  | +8  |
| Irán                   | 6   | 4  | 2  | 2  | 0  | 6  | 1  | +5  |
| Emiratos Árabes Unidos | 4   | 4  | 2  | 0  | 2  | 3  | 8  | -5  |
| Singapur               | 3   | 4  | 1  | 1  | 2  | 3  | 4  | -1  |
| India                  | 1   | 4  | 0  | 1  | 3  | 0  | 7  | -7  |

| 1 de diciembre de 1984 Singapur | Irán                                           | 3:0 (1:0) | Emiratos Árabes Unidos | Estadio Nacional, Singapur                                      |                                                                 |
|                                 | Alidousti 27' · Bayani 85' · Mohammadkhani 87' |           |                        | Asistencia: 8.000 espectadores Árbitro(s): Toshikazu Sano Japón | Asistencia: 8.000 espectadores Árbitro(s): Toshikazu Sano Japón |

| 2 de diciembre de 1984 Singapur | Singapur            | 2:0 (1:0) | India | Estadio Nacional, Singapur                                                   |                                                                              |
|                                 | Awab 38' · Saad 70' |           |       | Asistencia: 21.000 espectadores · Árbitro(s): Antonio Márquez Ramírez México | Asistencia: 21.000 espectadores · Árbitro(s): Antonio Márquez Ramírez México |

| 3 de diciembre de 1984 Singapur | China | 0:2 (0:0) | Irán                              | Estadio Nacional, Singapur                                             |                                                                        |
|                                 |       |           | 56' Mohammadkhani · 67' Arabshani | Asistencia: 19.000 espectadores Árbitro(s): George Courtney Inglaterra | Asistencia: 19.000 espectadores Árbitro(s): George Courtney Inglaterra |

| 4 de diciembre de 1984 Singapur | Emiratos Árabes Unidos       | 2:0 (0:0) | India | Estadio Nacional, Singapur                                 |                                                            |
|                                 | Al-Talyani 81' · Khamees 90' |           |       | Asistencia: 2.000 espectadores Árbitro(s): Abu Waheed Omán | Asistencia: 2.000 espectadores Árbitro(s): Abu Waheed Omán |

| 5 de diciembre de 1984 Singapur | Singapur | 0:2 (0:2) | China                           | Estadio Nacional, Singapur                                      |                                                                 |
|                                 |          |           | Jia Xiuquan 22' · Zhao Dayu 39' | Asistencia: 20.752 espectadores Árbitro(s): Ahmed Jassim Baréin | Asistencia: 20.752 espectadores Árbitro(s): Ahmed Jassim Baréin |

| 7 de diciembre de 1984 Singapur | India | 0:0 (0:0) | Irán | Estadio Nacional, Singapur                                        |  |
|                                 |       |           |      | Asistencia: 10.000 espectadores Árbitro(s): Kiat Koo Kwan Malasia |  |

| 8 de diciembre de 1984 Singapur | Singapur | 0:1 (0:0) | Emiratos Árabes Unidos | Estadio Nacional, Singapur                                      |                                                                 |
|                                 |          |           | 62' Abdulrahman        | Asistencia: 15.000 espectadores Árbitro(s): Jassim Mandi Baréin | Asistencia: 15.000 espectadores Árbitro(s): Jassim Mandi Baréin |

| 9 de diciembre de 1984 Singapur | India | 0:3 (0:1) | China                                           | Estadio Nacional, Singapur                               |                                                          |
|                                 |       |           | 12' Lin Luofeng · 59' Gu Guangming · 79' Li Hui | Asistencia: 8.256 espectadores Árbitro(s): Jassim Baréin | Asistencia: 8.256 espectadores Árbitro(s): Jassim Baréin |

| 10 de diciembre de 1984 Singapur | Singapur | 1:1 (0:0) | Irán       | Estadio Nacional, Singapur                                       |                                                                  |
|                                  | Saad 62' |           | 56' Bayani | Asistencia: 2.000 espectadores Árbitro(s): Abu Wahid Shanbe Omán | Asistencia: 2.000 espectadores Árbitro(s): Abu Wahid Shanbe Omán |

| 11 de diciembre de 1984 Singapur | Emiratos Árabes Unidos | 0:5 (0:3) | China                                                                                    | Estadio Nacional, Singapur                                     |                                                                |
|                                  |                        |           | 12' Yang Chaohui · 21' Jia Xiuquan · 34' Zuo Shusheng · 52' Zhao Dayu · 67' Gu Guangming | Asistencia: 5.000 espectadores Árbitro(s): Shizuo Takada Japón | Asistencia: 5.000 espectadores Árbitro(s): Shizuo Takada Japón |

### Segunda fase
|  | Semifinales               | Semifinales               |   |                           | Final                     | Final |  |
|  |                           |                           |   |                           |                           |       |  |
|  |                           |                           |   |                           |                           |       |  |
|  | Singapur, 13 de diciembre |                           |   |                           |                           |       |  |
|  | Arabia Saudita            | 1 (5)                     |   |                           |                           |       |  |
|  | Irán                      | 1 (4)                     |   |                           |                           |       |  |
|  |                           |                           |   |                           |                           |       |  |
|  |                           |                           |   |                           | Singapur, 16 de diciembre |       |  |
|  |                           |                           |   |                           | Arabia Saudita            | 2     |  |
|  |                           | China                     | 0 |                           |                           |       |  |
|  |                           |                           |   |                           |                           |       |  |
|  |                           |                           |   |                           |                           |       |  |
|  |                           |                           |   |                           | Tercer lugar              |       |  |
|  | Singapur, 14 de diciembre | Singapur, 14 de diciembre |   | Singapur, 16 de diciembre | Singapur, 16 de diciembre |       |  |
|  | China                     | 1                         |   | Irán                      | 1 (3)                     |       |  |
|  | Kuwait                    | 0                         |   |                           | Kuwait                    | 1 (4) |  |

#### Semifinales
| 13 de diciembre de 1984 Singapur | Arabia Saudita                                              | 1:1 (0:1) (1:1) (t. s.)(5:4 p.) | Irán                                                           | Estadio Nacional, Singapur                                             |                                                                        |
|                                  | Bayani 88'                                                  |                                 | 42' Bayani                                                     | Asistencia: 20.000 espectadores Árbitro(s): George Courtney Inglaterra | Asistencia: 20.000 espectadores Árbitro(s): George Courtney Inglaterra |
|                                  |                                                             | Tiros desde el punto penal      |                                                                |                                                                        |                                                                        |
|                                  | Abdullah · Abduljawad · Nu'eimeh · Al-Jam'an · Al-Musaibeah |                                 | Hajiloo · Mokhtarifar · Derakhshan · Panjali · Shahrokh Bayani |                                                                        |                                                                        |

| 14 de diciembre de 1984 Singapur | China          | 1:0 (0:0) (1:0) (t. s.) | Kuwait | Estadio Nacional, Singapur                                                 |                                                                            |
|                                  | Li Huayun 108' |                         |        | Asistencia: 20.000 espectadores · Árbitro(s): Augusto Lamo Castillo España | Asistencia: 20.000 espectadores · Árbitro(s): Augusto Lamo Castillo España |

#### Tercer lugar
| 16 de diciembre de 1984 Singapur | Irán                                       | 1:1 (0:1) (1:1) (t. s.)(3:5 p.) | Kuwait                                                  | Estadio Nacional, Singapur                                                   |                                                                              |
|                                  | Mohammadkhani 81'                          |                                 | 21' Al-Haddad                                           | Asistencia: 26.000 espectadores · Árbitro(s): Antonio Márquez Ramírez México | Asistencia: 26.000 espectadores · Árbitro(s): Antonio Márquez Ramírez México |
|                                  |                                            | Tiros desde el punto penal      |                                                         |                                                                              |                                                                              |
|                                  | Hajiloo · Derakhshan · Ahadi · Mokhtarifar |                                 | Al-Dakhil · Al-Suwayed · Juma'a · Al-Jasem · Al-Qabendi |                                                                              |                                                                              |

#### Final
| 16 de diciembre de 1984 Singapur | Arabia Saudita                | 2:0 (1:0) | China | Estadio Nacional, Singapur                                      |                                                                 |
|                                  | Al-Nafisah 10' · Abdullah 47' |           |       | Asistencia: 26.000 espectadores Árbitro(s): Shizuo Takada Japón | Asistencia: 26.000 espectadores Árbitro(s): Shizuo Takada Japón |

|                                    |
| Bandera de Arabia Saudita          |
| Campeón Arabia Saudita 1.er título |

## Posiciones finales
| Equipo | Equipo                 | Pts | PJ | PG | PE | PP | GF | GC | Dif | Rend  |
| ------ | ---------------------- | --- | -- | -- | -- | -- | -- | -- | --- | ----- |
| 1      | Arabia Saudita         | 9   | 6  | 3  | 3  | 0  | 7  | 3  | +4  | 75,0% |
| 2      | China                  | 8   | 6  | 4  | 0  | 2  | 11 | 4  | +7  | 66,6% |
| 3      | Kuwait                 | 6   | 6  | 2  | 2  | 2  | 5  | 4  | +1  | 50,0% |
| 4      | Irán                   | 8   | 6  | 2  | 4  | 0  | 8  | 3  | +5  | 66,6% |
| 5      | Catar                  | 4   | 4  | 1  | 2  | 1  | 3  | 3  | 0   | 50,0% |
| 6      | Emiratos Árabes Unidos | 4   | 4  | 2  | 0  | 2  | 3  | 8  | -5  | 50,0% |
| 7      | Singapur               | 3   | 4  | 1  | 1  | 2  | 3  | 4  | -1  | 37,5% |
| 8      | Siria                  | 3   | 4  | 1  | 1  | 2  | 3  | 5  | -2  | 37,5% |
| 9      | Corea del Sur          | 2   | 4  | 0  | 2  | 2  | 1  | 3  | -2  | 25,0% |
| 10     | India                  | 1   | 4  | 0  | 1  | 3  | 0  | 7  | -7  | 12,5% |

## Premios
| Goleadores                                       | Mejor guardameta   | Mejor jugador | Gol más rápido   | Fair Play |
| ------------------------------------------------ | ------------------ | ------------- | ---------------- | --------- |
| Jia Xiuquan Shahrokh Bayani Nasser Mohammadkhani | Abdullah Al-Deayea | Jia Xiuquan   | Walid Abu Al-Sel | China     |

## Goleadores
3 goles
- Jia Xiuquan
- Shahrokh Bayani
- Nasser Mohammadkhani

2 goles
- Gu Guangming
- Zhao Dayu
- Majed Abdullah
- Razali Saad

1 gol
- Li Huayun
- Lin Lefeng
- Yang Zhaohui
- Zuo Shusheng
- Hamid Alidousti
- Zia Arabshahi
- Abdullah Al-Buloushi
- Faisal Al-Dakhil
- Muayad Al-Haddad
- Ibrahim Khalfan
- Khalid Salman
- Ali Zaid
- Mohammed Abduljawad
- Mohaisen Al-Jam'an
- Shaye Al-Nafisah
- Saleh Khalifa
- Malek Awab
- Lee Tae-ho
- Walid Abu Al-Sel
- Radwan Al-Sheikh Hassan
- Farooq Abdulrahman
- Adnan Al-Talyani
- Fahad Khamees

Autogoles
- Shahin Bayani (ante Arabia Saudita)
- Ibrahim Al-Rumaihi (ante Kuwait)
- Mubarak Anber (ante Siria)
- Issam Mahrous (ante Kuwait)